# Walther Bierkamp
Walther Karl Johannes Bierkamp, auch Walter Bierkamp geschrieben, (* 17. Dezember 1901 in Hamburg; † 15. Mai 1945 in Scharbeutz) war ein deutscher Jurist, SS-Brigadeführer und Generalmajor der Polizei. Als Oberregierungsrat war er Chef der Kriminalpolizeileitstelle Hamburg. Danach war er als Inspekteur der Sicherheitspolizei und des SD Düsseldorf und als Führer der Einsatzgruppe D in der UdSSR tätig und schließlich als Befehlshaber der Sicherheitspolizei und des SD (BdS) in „Belgien-Nordfrankreich“, im Generalgouvernement und „Südwest“ sowie Höherer SS- und Polizeiführer „Südost“. Bierkamp und die von ihm befehligten Einheiten waren für die Ermordung von zehntausenden Juden im Holocaust verantwortlich.

## Herkunft und Studium
Bierkamp war von 1919 bis 1920 Mitglied des Freikorps Bahrenfeld in Hamburg, mit dem er sich aktiv am Kapp-Putsch beteiligte. Er studierte in Göttingen und Hamburg Rechtswissenschaften, legte 1924 das erste und 1928 das zweite Staatsexamen ab und promovierte zum Dr. jur. Im Anschluss trat er in den Staatsdienst ein und war bis 1937 als Staatsanwalt am Landgericht Hamburg tätig. Bereits zum 1. Dezember 1932 trat Bierkamp der NSDAP (Mitgliedsnummer 1.408.449) bei.

## Bei der Kriminalpolizei und Inspekteur der Sicherheitspolizei und des SD
Anfang Februar 1937 wechselte er als Oberregierungsrat und Kriminaldirektor zur Kriminalpolizei und wurde zum Leiter der Kriminalpolizeileitstelle Hamburg bestellt. Am 1. April 1939 wurde er Mitglied der SS (SS-Nummer 310.172). Er wurde am 15. Februar 1941 zum Inspekteur der Sicherheitspolizei und des SD (IdS) in Düsseldorf ernannt. Diese Funktion übte er, unterbrochen von einer Tätigkeit als Befehlshaber der Sicherheitspolizei und des SD (BdS) „Belgien-Nordfrankreich“ mit Dienstsitz in Paris von September 1941 bis April 1942, bis zum 24. Juni 1942 aus.

## Bei den Einsatzgruppen der Sicherheitspolizei und des SD in der UdSSR
Am 30. Juni 1942 löste Bierkamp SS-Standartenführer Otto Ohlendorf als Führer der Einsatzgruppe D ab, die in der südlichen Ukraine und auf der Krim im Bereich der 11. Armee eingesetzt wurde. Sein Stellvertreter wurde (Johannes) Hans Leetsch.
Hier führte die Einsatzgruppe D im August 1942 erste größere Mordaktionen gegen Juden durch. So wurden in Krasnodar und Ejsk die Insassen von Kinderheimen in Gaswagen getötet. 500 Juden aus Krasnodar wurden am 21. und 22. August in einem Wald am Stadtrand erschossen. Gleiches geschah am 1. September 1942 in Mineralnyje Wody. Das Einsatzkommando 12 verbrachte die Juden von Jessentuki und Kislowodsk am 9./10. September ebenfalls nach Mineralnyje Wody zum Erschießen. Die Juden von Pjatigorsk wurden vom gleichen Kommando im Gaswagen umgebracht. Insgesamt wurden über 6000 Juden getötet. Die überlebenden und zunächst noch als Handwerker benötigten Juden wurden am 4./5. Januar 1943 in Kislowodsk umgebracht. Die Gesamtzahl der Morde der Einheit belief sich im betreffenden Zeitraum auf etwa 10.000 jüdische Opfer.
Im Sommer 1942 startete die Wehrmacht die deutsche Sommeroffensive und drang mit dem Unternehmen Edelweiß in den Kaukasus ein. Im Mai 1943 wurde die Einsatzgruppe D in „Kampfgruppe Bierkamp“ umbenannt und führte diesen Namen bis zum 15. Juni 1943.

## Befehlshaber der Sicherheitspolizei und des SD
Ab Juni 1943 bis Februar 1945 wurde Bierkamp als BdS Generalgouvernement verwendet. In einem Runderlass vom 20. Juli 1944 ordnete er an, dass alle Gefängnisinsassen und Juden in der Rüstungsindustrie vor Eintreffen der Roten Armee abzutransportieren seien. Bei „überraschender Entwicklung der Lage“, die einen Abtransport unmöglich mache, seien die Betreffenden auf der Stelle zu „liquidieren“ und ihre Leichen durch „Verbrennen, Sprengung der Gebäude o. ä.“ zu beseitigen.
Ebenfalls als BdS war er anschließend kurzfristig in Stuttgart tätig, um schließlich bis 20. Februar 1945 zunächst als stellvertretender und bis 17. März 1945 als Höherer SS- und Polizeiführer (HSSPF) Südost mit Hauptquartier in Breslau zu fungieren.
Danach war er bis Mitte April 1945 wieder als BdS beim HSSPF Südwest tätig. Vom 14. April 1945 bis Kriegsende war Bierkamp BdS Hamburg.
Bierkamp beging am 15. Mai 1945 Suizid.

## Beförderungen
- SS-Hauptsturmführer (Eingangsrang bei Eintritt in die SS am 1. April 1939)
- SS-Sturmbannführer (20. April 1939)
- SS-Obersturmbannführer (15. Dezember 1940)
- SS-Standartenführer (20. April 1941)
- SS-Oberführer (1. Mai 1942)
- Oberst der Polizei (15. Mai 1942)
- SS-Brigadeführer und Generalmajor der Polizei (9. November 1944)

## Orden und Auszeichnungen
- Kriegsverdienstkreuz II. Klasse mit Schwertern
- Kriegsverdienstkreuz I. Klasse mit Schwertern
- Totenkopfring der SS